# Jehan Girard (seigneur de Bazoges-en-Pareds)
Pour les articles homonymes, voir Jean Girard et Girard.
Jean III Girard, ou Jehan III Girard selon l'orthographe de l'époque (décédé en 1563), est un seigneur français de la famille Girard, seigneurs de Bazoges-en-Pareds et de Moricq. C'est lui qui a fait bâtir l'actuel château de la Guignardière à Avrillé (ou château des Aventuriers).

## Biographie
Fils de Joachim II Girard, seigneur de Bazoges, et de Jacquette du Puy du Fou, Jean Girard devient seigneur de Bazoges-en-Pareds, Moricq, la Guignardière, et de plus d'une vingtaine de places à la mort de son frère aîné Joachim III, en 1525. 
Conseiller et panetier du roi de France Henri II, il est comme ses aïeux proche de la Cour royale. En 1551 puis de nouveau en 1553, le roi Henri II donne à Jean III Girard le droit de justice sur toute la province du Poitou. À partir de 1555, Jean se lance de la construction du château de la Guignardière, qui ne sera jamais achevé. On lui doit aussi vraisemblablement l'agrandissement de l'église de Bazoges, puisque le blason de sa mère figure près du sien sur le dossier du banc seigneurial. C'est aussi lui qui termine la construction de la fuie lancée par son frère aîné, son blason se trouvant sur le linteau de la porte du monument avec celui de son épouse, Valentine Lorfeyvre. Le couple a eu trois fille, Marguerite, qui héritera de son père, Claude, et Antoinette.
Le 1er février 1563, alors qu'il se trouve au port de la Claye, vraisemblablement en voyage entre ses terres poitevines (la Claye est un point de passage obligé entre Moricq et Bazoges), Jean Girard est assassiné. Son meurtrier, Louis Bouchard, seigneur protestant de la Robertière (ou Rabastière, près de Talmont), est capturé. Le 1er février 1565, le Parlement de Paris rend son verdict, confirmé par la cour des Grands jours de Poitiers le 11 octobre 1567 : Louis Bouchard sera soumis au supplice de la roue, ses terres, titres et privilèges lui seront retirés, son château de la Robertière sera rasé. On ne sait cependant pas si la peine fut mise à exécution. Jean Girard de Bazoges a été inhumé dans l'église Notre-Dame-la-Grande, à Poitiers.
De ses trois filles, c'est l'aînée Marguerite qui hérite de ses terres et titres, qu'elle apporte en dot à son époux Charles Poussard du Vigean.